# Prado (Tolima)
Prado is een gemeente in het Colombiaanse departement Tolima. De gemeente, gelegen op de westelijke hellingen van de Cordillera Oriental telt 8605 inwoners (2005). De belangrijkste landbouwproducten van de gemeente zijn rijst, maïs, bananen, koffie en katoen.
Alpujarra · Alvarado · Ambalema · Anzoátegui · Armero · Ataco · Cajamarca · Carmen de Apicalá · Casabianca · Chaparral · Coello · Coyaima · Cunday · Dolores · Espinal · Falan · Flandes · Fresno · Guamo · Herveo · Honda · Ibagué · Icononzo · Lérida · Líbano · Mariquita · Melgar · Murrilo · Natagaima · Ortega · Palocabildo · Piedras · Planadas · Prado · Purificación · Rioblanco · Roncesvalles · Rovira · Saldaña · San Antonio · San Luis · Santa Isabel · Suárez · Valle de San Juan · Venadillo · Villahermosa · Villarrica